# Telnet
 Denne artikel bør gennemlæses af en person med fagkendskab for at sikre den faglige korrekthed.

Telnet er en netværksprotokol, der anvendes på netværk som eksempelvis internettet og på LAN til tovejs datakommunikation. Den anvendes typisk til fjernstyring af tekstbaserede konsoller. 
Telnet var, i tiden før World Wide Web blev alment udbredt, blandt andet anvendt til at tilgå fx biblioteksdatabaser. Standardporten for telnet er 23.
telnet er også navnet på et program der kan bruges til tekstbaseret tovejskommunikation med tjenester på Internettet i et rent tekstuelt format.
Man kan lave en telnet-forbindelse til port 80, der normalt benyttes af HTTP, der er den dominerende protokol for WWW.  Hvis man henter HTML-dokumenter ad den vej, vil man se deres kildekode.  Hvis der ikke angives andet vil telnet oprette en forbindelse til port 23 der traditionelt anvendes telnet-protokollen.
| Telekommunikation | Spire Denne artikel om telekommunikation er en spire som bør udbygges. Du er velkommen til at hjælpe Wikipedia ved at udvide den. |